# Ben Thigpen
Benjamin F. Thigpen (ur. 16 listopada 1908 w Laurel, zm. 6 października 1971 w Saint Louis) – afroamerykański perkusista jazzowy. Ojciec perkusisty Eda Thigpena.

## Życiorys
Jego wychowaniem muzycznym zajmowała się Eva, starsza siostra. Uczyła go grać na fortepianie i nie była przeciwna, kiedy po jakimś czasie wybrał perkusję.
Na początku lat 20. XX wieku grał już zawodowo w zespole w South Bend w Indianie. Następnie przeniósł się do Chicago. Zgłosił się do znanego lokalnie perkusisty i zarazem instruktora gry na tym instrumencie – Jimmy’ego Bertranda, żeby ten pomógł mu poszerzyć warsztat instrumentalny. Jednocześnie grał w różnych formacjach chicagowskich, m.in. zespole trębacza i wokalisty Doca Cheathama. W latach 1927–1929 był członkiem Charlie Elgar’s Creole Band. Następnie współpracował w Cleveland z grupą  J. Franka Terry’ego. Od 1930 do 1940 występował z bardzo popularną wówczas orkiestrą The Twelve Clouds of Joy, kierowaną przez Andy’ego Kirka. Tworzył w niej sekcję rytmiczną z pianistką, kompozytorką i aranżerką – Mary Lou Williams.
W późniejszych latach przeniósł się do Saint Louis. M.in. założył i prowadził kwintet. W latach 60. dokonał nagrań z grupą The Dixieland Six, kierowanej przez multiinstrumentalistę i bandlidera Singletona Palmera.

## Dyskografia
Z Andy Kirk’s Twelve Clouds of Joy
- 1975 Andy Kirk and His Twelve Clouds of Joy – Live Session 1937 – Trianon Ballroom, Cleveland (Musidisc)
- 1986 Andy Kirk and the Clouds of Joy – The Uncollected Andy Kirk – 1944 (Hindsight Records)

Z Mary Lou Williams
- 2014 The Mary Lou Williams Collection 1927-59 (The Jazz Legends Series) – 2 CD

Różni wykonawcy
- 1999 The Engine Room – A History of Jazz Drumming from Storyville to 52nd Street (Proper Records) – kompilacja, 4 CD

Zestawienie wg dat wydania płyt